# Stržen (botanika)
1. Stržen
2. Protoksilem
3. Metaksilem
4. Floem
5. Sklerenhim
6. Skorja ali korteks
7. Epiderm

Stržen ali osrednji stržen, ponekod tudi centralni stržen, je osrednji del stebla ali korenine (brez prevajalnih tkiv), ki ga sestavljajo parenhimatske celice. Navadno se pojavlja pri dvokaličnicah, redkeje pri enokaličnicah. Pri dvokaličnicah se nahaja v centralnem delu stebla, medtem ko je enokaličniški stržen prisoten tako v koreninah kot rastočih steblih.
Izraz stržen se včasih uporablja kot oznaka za bledikasto, gobasto plast pri citrusih, ki se drugače imenuje mezokarp in je ena izmed treh plasti perikarpa ali osemenja plodov. Sam termin izvira iz stare angleščine, kjer beseda piþa pomeni snov (substanco).

## Zgradba in lastnosti
Stržen gradijo velike gobaste parenhimatske celice, za katere je značilna razmeroma tanka primarna celična stena in medcelični prostori, služi pa kot zaloga in prevodni sistem za določene snovi, četudi glavni delež prevajanja opravljajo prevajalna tkiva (floem in ksilem). Stržen obkroža plast ksilema, za tem pa se nahajajo floemske celice, ki prav tako tvorijo svojo krožnico. Celice stržena nimajo klorofila in ne opravljajo fotosintetske vloge, saj je plast pregloboko v steblu in do nje ne preide dovolj sončne svetlobe, ki bi omogočala ekonomično izvajanje fotosinteze. Pri mlajših rastlinah imajo nekatere celice stržena kloroplaste, a te kasneje nadomestijo levkoplasti, ki so značilni založni plastidi.
Na začetku je stržen svetlih barv, celo nekoliko bled na pogled, a se čez čas, s staranjem, spremeni v tkivo temnejših odtenkov in običajno postane rjavkast. V drevesih je stržen prisoten pri mlajših rastlinah in postopoma s potekom sekundarne debelitve sprhni, celice odmrejo, nadomesti pa jih ksilem, ki predstavlja večino drevesne biomase. Občasno bo stržen tudi v ostalih rastlinah sprhnel in odmrl, ne bo pa nadomeščen, temveč bo na sredini ostala praznina.
Premer samega stržena variira med posameznimi rastlinskimi vrstami, a običajno meri okoli 0,5 milimetrov pri zelnatih rastlinah, od 6 do 8 milimetrov pri lesnatih rastlinah in celo več kot 150 milimetrov pri stebelnih sukulentah, kot so kakteje (Cactaceae).
Za določene družine rastlin; denimo lobodovke (Chenopodioideae), dresnovke (Polygonaceae), amarantovke (Amaranthaceae, ponekod Chenopodiaceae) in kakteje, je značilna prisotnost strženovih žil v strženu. Velja, da so te lahko tako floemske kot ksilemske, običajno pa so večje od klasičnih žil in tvorijo posebne preplete. Pri nekaterih rastlinah se pojavlja stržen s posebnimi perforacijami, kot je denimo osrednji stržen pri orehu, kjer so že s prostimi očmi zelo dobro vidne kamrice. Ponekod bo stržen (navadno na območju periferij) vseboval drugačne tipe celic, pri čemer bodo posamezne sledile svoji poti diferenciacije.
Celice stržena se raztezajo izven območja stržena in med žilami tvorijo tako imenovane strženove trakove, ki skrbijo za prečno prevajanje snovi. Na teh območjih se strženske celice stikajo s celicami skorje (korteksa). Pomembno vlogo naj bi stržen imel v času rasti, ko naj bi pomagal pri pravilni razporeditvi prevajalnih tkiv na ustrezna mesta v steblu in predstavljal osnovo, okoli katere se bosta razvili obe glavni prevodni tkivi, floem in ksilem.

## Uporaba
Stržen tropskih palm (predvsem vrste Metroxylon sagu) predstavlja hrano ljudem na območju Melanezije in Mikronezije, četudi je v surovi obliki strupen za živali. Pomemben je predvsem zaradi svoje relativne dostopnosti in visoke vsebnosti škroba, ki je ključen element njihove prehrane. Zastrupitvi se prebivalci izognejo s pomočjo posebnega postopka, pri katerem škrob ekstrahirajo iz palmovega stržena, hkrati pa odteče tudi dovolj velika koncentracija toksinov in lahko ljudje zaužijejo samo s škrobom bogata tkiva. Opisan postopek je sicer le deloma učinkovit, saj je potrebno zavreči približno 50 odstotkov stržena.